# Università della California - Santa Cruz
La Università della California - Santa Cruz (University of California, Santa Cruz in inglese) anche nota come UC Santa Cruz o UCSC, è una università pubblica, ed uno dei dieci campus della Università della California. Situata a sud di San Francisco nell'entroterra vicino alla località costiera di Santa Cruz, occupa 810 ettari di terreno costituito da colline boscose che sovrastano l'oceano pacifico e la baia di Monterey.
È stata fondata nel 1965  ed è il campus dell'Università della California più vicino alla Silicon Valley.